# Paurocephala brevicephala
Paurocephala brevicephala är en insektsart som först beskrevs av Crawford 1917.  Paurocephala brevicephala ingår i släktet Paurocephala och familjen rundbladloppor. Inga underarter finns listade i Catalogue of Life.